# Quirinus Moscherosch
Quirin(us) Moscherosch (getauft 14. Dezember 1623 in Willstätt; † 19. April 1675 in Bodersweier) war lutherischer Pfarrer und Gelegenheitsdichter. Er war der jüngste Bruder des Satirikers und Epigrammatikers Johann Michael Moscherosch.

## Werk
1646 trat Quirinus Moscherosch neben Johann Klaj, Christoph Arnold, Johann Sechst, Johann Helwig und Johann Ludwig Faber mit Trauergedichten auf Johann Saubert d. Ä. und Wolfgang Stöberlein auf. Später verfasste er auch Gedichte auf Mitglieder des Hauses Hanau-Lichtenberg sowie zu besondere Anlässen im Grafenhaus oder in der Grafschaft, etwa zur Einweihung der nach den Zerstörungen des Dreißigjährigen Kriegs wieder aufgebauten Kirche in Willstätt.
1673 wurde Moscherosch von Sigmund von Birken in den Pegnesischen Blumenorden in Nürnberg unter dem Schäfernamen Filander aufgenommen. Er hatte schon lange mit dem fränkischen Dichterzirkel in Verbindung gestanden. Weiter war er mit Hans Jakob Christoffel von Grimmelshausen bekannt oder befreundet, der seine letzten Lebensjahre in Renchen in der Nachbarschaft zu der Pfarrstelle verbrachte, die Moscherosch damals begleitet.
Moscheroschs Werke sind stilistisch deutlich von der Nürnberger Schäferdichtung geprägt. Am bekanntesten wurde sein Poetisches Blumen-Paradies (1673), eine Sammlung geistlicher Lieder. Daneben ist eine große Zahl von Gelegenheitsgedichten überliefert. Vom Autor gesammelt  veröffentlicht wurden Gedichte u. a. in den beiden Bänden Hanauische Lob-, Lieb- Lust-, Lehr- und Leid-Gedichte. Straßburg 1668 und Fasciculus Anagrammatum Hanovicorum... Augsburg 1669.

## Leben
Quirinus Moscherosch wurde als Untertan der Grafschaft Hanau-Lichtenberg geboren. Dort wurde er Pfarrer in der lutherischen Landeskirche, zunächst in Offendorf im Elsass, dann im rechtsrheinischen  Bodersweier bei Straßburg.
Zu seiner Hochzeit 1649 mit der Nürnbergerin Susanna Hubner (1625–1675) widmeten ihm Georg Philipp Harsdörffer und Johann Klaj Gedichte. Quirinus und Susanna Moscherosch wurden Eltern von neun Kindern. Ihrem Bruder, dem blinden Musiker Johann Hubner, lehrte Quirinus Moscherosch während seines Aufenthalts in Nürnberg das „poetische Handwerk“.
Quirin Moscherosch starb im Alter von 52 Jahren in Bodersweier.